# Apostasy
För albumet av Behemoth, se The Apostasy.
Apostasy är ett melodeath- och black metal-band från Kramfors och Umeå som bildades år 2000 av Mattias Edin, Håkan Björklund, Fredrik Edin och Lars Engström. 
Bandet har gett ut tre album, Cell 666 2004, Devilution 2005 på Black Mark Records och Nuclear Messiah 2011 på Rambo Music (Gain/Sony).
2010 såldes låten "Sulphur Injection" från skivan Devilution till EA-Games för soundtracket till spelet Brütal Legend. Den 10 mars 2006 dräptes gitarristen Henrik Johansson av sin fästmö hemma i lägenheten, varefter bandet gjorde ett uppehåll och hyllade honom med ett omskrivet singelspår. Inför releasen av Nuclear Messiah rekryterades trummisen Thomas Olsson (The Project Hate) och gitarristen Peter Huss (Shining).
2012/2013 bildade Thomas, Mathias och Fredrik thrash metal-bandet Recrement med medlemmar från Carnal Forge och Grand Nation.

## Medlemmar
Nuvarande medlemmar
- Fredric Edin – sång
- Mathias Edin – gitarr
- Leif Högberg – keyboard
- Thomas Ohlsson – trummor (2010–)
- Mikael Björklund – gitarr (2013–)
- Pontus Lundgren – basgitarr

Tidigare medlemmar
- Peter Huss – gitarr (2010–2013)
- Daniel Lindgren – basgitarr (?–2005)
- Andreas Edin – basgitarr
- Håkan Björklund – trummor
- Richard Holmgren – trummor
- Peter Sandin – trummor
- Henrik Johansson – gitarr (?–2006; avliden 2006)
- Lars Engström – gitarr
- Dennis Bobzien – keyboard
- Zerath – trummor
- Johan Edlund – basgitarr (2006–2008)
- David Ekevärn – trummor (2006–2010)
- Ludvig Johansson – gitarr (2006–2010)
- Patrik Wall – basgitarr (2008–)

## Diskografi
Studioalbum
- 2003 – Cell 666
- 2005 – Devilution
- 2011 – Nuclear Messiah